# 라에

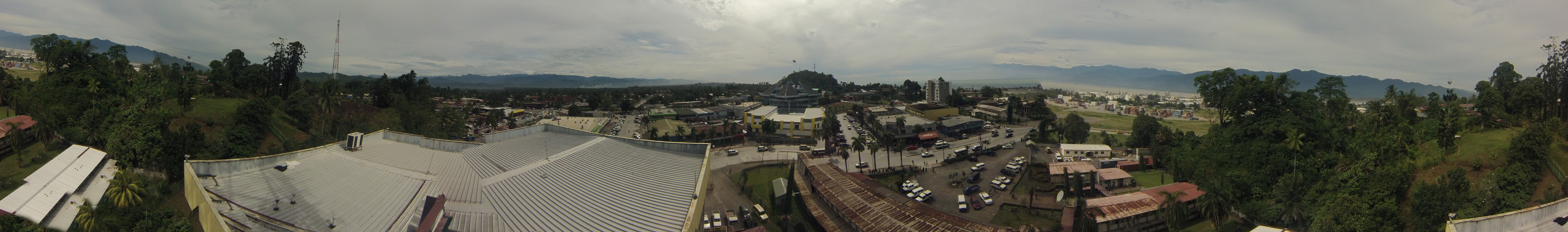

라에(Lae)는 인구 약 26만여 명의 파푸아뉴기니에서 두 번째로 큰 도시이다. 파푸아 뉴기니 북쪽 해안의 후온 만에 위치해 있으며 마캄 강 하구에 인접해 있다. 모로베 주의 수도이자 파푸아 뉴기니의 공업 중심지이다. 라에는 하이랜드 지방을 해안과 연결하는 주요 교통망인 하일랜즈 고속도로의 출발점이며 파푸아 뉴기니의 가장 큰 항구이기도 하다. 파푸아 뉴기니 기술 대학 역시 라에에 위치해 있다.

## 역사
라에는 1920년대에서 1930년대 사이 금광의 발견과 함께 탄생하였다. 파푸아 뉴기니의 많은 도시들처럼 활주로 주변에 솟아났으며, 라에에 도착한 화물은 다시 항공로를 통해 와우의 금광 지역으로 이동되었다.
1937년 라바울의 화산폭발과 함께 뉴기니의 수도가 라바울에서 라에로 옮겨질 것이 결정되었지만 이 과정은 제2차 세계 대전 중 라에가 일본 제국에 의해 점령되면서 무산되고 만다. 라에, 라바울, 살라마우아는 후에 뉴기니의 주요 일본군 기지가 되었다. 1943년 중반 코코다 전역, 부나고나 전투, 와우 전투에서의 패배와 함께 일본군은 라에와 살라마우아로 밀려났다. 라에 전투는 여러 주 동안 계속되었으며 9월 16일 라에는 연합군에 의해 함락된다.
전후 라에의 발전은 커피와 차의 수출항으로서 하이랜드 지역의 발전과 직접적으로 연결되었으며, 이후 하이랜드 고속도로가 연결되었다. 1980년대부터 1990년대의 광업 발달은 라에의 경제 중심지로서의 위치를 더욱 부각시켰다.
1991년 라에는 남태평양 게임을 주최하였다. 라에는 현재 높은 범죄율과 도로상의 무수한 구멍들로 알려져 있으며, 이에 따라 "구멍난 도시"라는 별명이 붙었다.

## 기후
| Lae의 기후                              | Lae의 기후   | Lae의 기후   | Lae의 기후    | Lae의 기후    | Lae의 기후    | Lae의 기후    | Lae의 기후    | Lae의 기후    | Lae의 기후    | Lae의 기후    | Lae의 기후    | Lae의 기후    | Lae의 기후       |
| 월                                      | 1월          | 2월          | 3월           | 4월           | 5월           | 6월           | 7월           | 8월           | 9월           | 10월          | 11월          | 12월          | 연간             |
| --------------------------------------- | ------------ | ------------ | ------------- | ------------- | ------------- | ------------- | ------------- | ------------- | ------------- | ------------- | ------------- | ------------- | ---------------- |
| 일평균 최고 기온 °C (°F)                | 31.5 (88.7)  | 31.5 (88.7)  | 31.0 (87.8)   | 30.5 (86.9)   | 29.8 (85.6)   | 28.8 (83.8)   | 28.1 (82.6)   | 28.0 (82.4)   | 28.7 (83.7)   | 29.6 (85.3)   | 30.5 (86.9)   | 31.1 (88.0)   | 29.9 (85.8)      |
| 일평균 최저 기온 °C (°F)                | 24.3 (75.7)  | 24.2 (75.6)  | 24.2 (75.6)   | 23.9 (75.0)   | 23.6 (74.5)   | 23.0 (73.4)   | 22.4 (72.3)   | 22.3 (72.1)   | 22.6 (72.7)   | 23.2 (73.8)   | 23.7 (74.7)   | 23.9 (75.0)   | 23.4 (74.1)      |
| 평균 강우량 mm (인치)                   | 241.6 (9.51) | 239.9 (9.44) | 281.1 (11.07) | 347.4 (13.68) | 348.9 (13.74) | 502.8 (19.80) | 477.9 (18.81) | 516.9 (20.35) | 360.9 (14.21) | 442.4 (17.42) | 334.9 (13.19) | 338.2 (13.31) | 4,432.9 (174.52) |
| 평균 강우일수                           | 16           | 17           | 18            | 21            | 21            | 21            | 24            | 24            | 22            | 22            | 21            | 19            | 246              |
| 출처: World Meteorological Organisation |              |              |               |               |               |               |               |               |               |               |               |               |                  |

## 자매 도시
- 오스트레일리아 케언스 (퀸즐랜드주, 1984년)